# キシャル
キシャルまたはキシャール（英語：Kishar）は、アッカド人の叙事詩エヌマ・エリシュにおいては、アプスーとティアマトの最初の子であるラハムとラフムの娘として登場する。最初の男性であるアンシャルの妹（姉？）であり妻。またアヌの母である。アンシャルが天を司るのに対し、キシャルは地を司っている。また、地母神とみなされることもある。
キシャルはエヌマ・エリシュの冒頭に一度しか登場していない。